# Дін Мартін
Діно Пол Крочетті (англ. Dino Paul Crocetti; нар. 7 червня 1917 — 25 грудня 1995), більш відомий як Дін Мартін — американський співак (кроунер), актор, комік і кінопродюсер італійського походження. Один з найпопулярніших американських артистів середини 20-го століття. У 1950-ті роки Мартін неодноразово очолював американський чарт продажів. Разом з Френком Сінатрою і Семмі Девісом входив до «Щурячої зграї». Його найвідомішими хітами є «Memories Are Made of This», «That's Amore», «Everybody Loves Somebody», «Mambo Italiano», «Sway», «Let it snow! Let it snow! Let it snow!» «Volare» та «Ain't That a Kick in the Head?».
На рахунку Діна Мартіна понад сто кінокартин, серед яких «Ріо Браво» (1959), «Одинадцять друзів Оушена» (1960), «Аеропорт» (1970).

## Пам'ять
22 лютого 2010 року на Голлівудській алеї слави було встановлено зірку Діна Мартіна. Церемонія відбулася в казино «Фламінго».